# 十九局駅
座標: 北緯39度7分38.5秒 東経121度43分49.1秒 / 北緯39.127361度 東経121.730306度
十九局駅（じゅうきゅうきょく-えき）は中華人民共和国遼寧省大連市金州区に位置する大連地下鉄3号線（支線）の駅である。

## 駅構造
- 相対式ホーム2面2線を有する高架駅。

## 歴史
- 2008年12月28日 - 開業。

## 隣の駅
大連公交客運集団
■大連地下鉄3号線（九里支線）・■13号線
和平路駅 - 十九局駅 - 九里駅